# 富立建設
富立建設股份有限公司，簡稱富立建設，成立於1986年，推案地區以臺南市為主。

## 簡介
富立建設的前身為百立、安立室內設計，成立初期以別墅建案為主；而大樓產品，如1991年推出第1個大樓建案「21世紀」，規劃坪數30~40坪的3~4房中坪數住宅大樓，爾後亦推出大坪數的大樓住宅以符合市場需求。

## 歷年建案
- 1986 成立富立建設股份有限公司[4]
- 1991 二十一世紀
- 1995 旭日東昇、巴黎意庭
- 1997 富立京華、富立欣墅
- 1998 富立東晨
- 1999 富立伯根第
- 2000 富立世紀D.C
- 2001 全臺首學、 富立時尙、富立及第
- 2002 逸室秀、頂美人生
- 2003 永恆天詩
- 2004 晶鄉村、逸室秀2、崇德禮居、都市森林
- 2005 東貝名、原生墅
- 2006 相對論、知安根
- 2007 村依里儂、富立席悅
- 2008 頂美知及、和鄉曲
- 2010 田雅內、和坊
- 2014 和築真邦（鐵路地下化專案照顧住宅）
- 2015 耘非凡
- 2018 宜雅內
- 2018 遠奏曲
- 2018 和築真邦
- 2020 元翰門[5]
- 2023 川邊澄[6]

## 來源
1. 1 2  .   [2011-12-08]. （原始内容存档于2009-06-22）.
2. ↑  .   [2011-12-21]. （原始内容存档于2011-12-21）.
3. ↑  .   [2011-12-08]. （原始内容存档于2010-06-11）.
4. ↑  .   [2011-12-08]. （原始内容存档于2020-08-07）.
5. ↑  自由時報電子報. . estate.ltn.com.tw.   [2024-05-18] （中文（臺灣））.
6. ↑  自由時報電子報. . estate.ltn.com.tw.   [2024-05-18]. （原始内容存档于2024-05-18） （中文（臺灣））.

## 外部連結
- 富立建設 （页面存档备份，存于）

22°59′29.28″N 120°10′15.70″E / 22.9914667°N 120.1710278°E